# Гомілівка
Гомілівка (рос. Гомелевка) — село у Бурейському районі Амурської області Російської Федерації. Розташоване на території українського історичного та етнічного краю Зелений Клин.
Входить до складу муніципального утворення Малинівська сільрада. Населення становить 2 особи (2018).

## Історія
З 4 січня 1926 року до 30 липня 1930 року належало до новоутвореного Хінгано-Архаринського району Амурської округи Далекосхідного краю.
З 1935 року в результаті розукрупнення Хінгано-Архарінського району було підпорядковане Бурейському району.
З 11 листопада 2005 року входить до складу муніципального утворення Малинівська сільрада.

## Населення
| 2002 | 2010 | 2012 | 2013 | 2014 | 2015 | 2016 |
| ---- | ---- | ---- | ---- | ---- | ---- | ---- |
| 23   | ↘18  | ↘13  | ↘12  | ↘9   | →9   | ↘6   |
| 2017 | 2018 |      |      |      |      |      |
| ↘3   | ↘2   |      |      |      |      |      |